# Annamaria Mazzetti
Annamaria Mazzetti (Magenta (Itália), 25 de agosto de 1988) é uma triatleta profissional italiana. 

## Carreira

### Rio 2016
Annamaria Mazzetti disputou os Jogos do Rio 2016, terminando em 29º lugar com o tempo de 2:01:53. 